# إسماعيل أقباي
إسماعيل أقباي (بالتركية: İsmail Akbay) ـ (17 أكتوبر 1930 ـ 26 يوليو 2003) هو أول تركي يعمل بوكالة ناسا.
ولد أقباي في مودانيا بمحافظة بورصة التركية في 17 أكتوبر 1930، وتميز في طفولته بالنبوغ المبكر. تلقى تعليمه في مدرسة بورصة الثانوية للبنين (بالتركية: Bursa Erkek Lisesi)، ومدرسة حيدر باشا الثانوية (بالتركية: Haydarpaşa Lisesi)، ثم انتقل إلى الولايات المتحدة الأمريكية فحصل على درجة البكالوريوس في الفيزياء من جامعة تينيسي.
عمل أقباي في وكالة ناسا 31 سنة، وكان من أوائل القائمين على مشاريع غزو الفضاء الأمريكية، وقد لقبته الصحف التركية في أواخر الستينيات «القروي التركي الذي ساعد على وصول الإنسان إلى القمر».